# Elisenda Solsona Margarit
Elisenda Solsona Margarit (Olesa de Montserrat, 1984) és escriptora i professora de secundària. És llicenciada en Humanitats i Comunicació Audiovisual. Té el Màster en Escriptura Cinematogràfica de la Universitat Autònoma de Barcelona. Ha cursat diversos cursos a l'Escola d'Escriptura de l'Ateneu Barcelonès i a l'Obrador de la Sala Beckett.
La seva obra és fruit d'una barreja d'històries de terror i de les lectures d'adolescència de l'autora, en què es capbussava en llibres de Mercè Rodoreda i Montserrat Roig. Escriu amb un llenguatge planer, sense floritures, amb l'acció com a motor que atrapa el lector i amb un estil molt cinematogràfic. Amb el recull de relats Satèl·lits ha guanyat el Premi Imperdibles de El Biblionauta i el Premi Ictineu a millor recull de relats i a millor conte amb Engrenatges, dins de Satèl·lits. Aquest mateix conte va ser traduit per Mara Faye Lethem a l'anglès i publicat al recull de contes The Valancourt Book of World Horror Storiesde l'editorial Valancourt. El 2024 va publicar Mammalia, amb l'editorial Males Herbes.

## Obres publicades
- Cirurgies (Voliana) 2017, microcontes.[7]
- Satèl·lits (Males Herbes) 2019, vuit relats en un univers sensitiu i evocador que transcorren durant una nit sense lluna.[8]
- Mammalia (Males Herbes, 2024)